# Łopań
Łopań (ros. ukr. Лопань Łopań) – rzeka w Rosji i na Ukrainie, lewy i zarazem największy dopływ Udy w dorzeczu Dońca.
Długość rzeki wynosi 93 km, powierzchnia dorzecza 2000 km². Rzeka przepływa przez Charków.